# Museu da Imagem e do Som de São Paulo

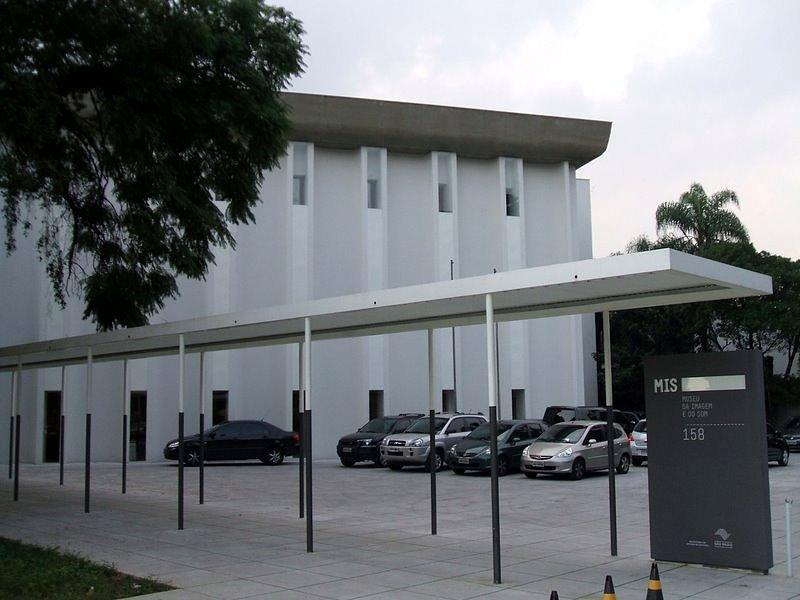
Museu da Imagem e do Som de São Paulo

Das Museu da Imagem e do Som de São Paulo (MIS, deutsch Museum für Visuelles und Auditives) ist ein brasilianisches staatliches öffentliches Museum für audiovisuelle Werke in São Paulo, das 1970 gegründet wurde und seit 1975 seine Bestände in einem Gebäude im Stadtteil Pinheiros präsentiert.
Die Sammlung umfasst 350.000 Werke aus den Bereichen Film, Videos, Fotografie, Grafikdesign und Tonkunst.
Von 1983 bis 1990 fanden in diesem Museum die ersten acht Ausgaben der Biennale Videobrasil statt.